# Кинеры
Кине́ры (чув. Кӗнер) — деревня в Козловском районе Чувашской Республики России. Входит в состав Карамышевского сельского поселения.

## География
Находится в северной части Чувашии на расстоянии приблизительно 13 км на северо-запад от районного центра города Козловка на правобережье реки Кинерка.

## История
Известна с 1795 года как выселок села Богословское (ныне Карамышево) с 21 двором. В 1858 году было учтено 486 жителей, 1897—483 жителя, 1926—118 дворов, 583 жителя, в 1939—595 жителей, 1979—288. В 2002 году учтено 106 дворов, в 2010 — 53 домохозяйства. В период коллективизации был образован колхоз «Стройдеталь», в 2010 году действовало КФХ «Еркин».

## Население
Постоянное население составляло 175 человек (чуваши 97 %) в 2002 году, 117 в 2010.